# Bredebro Kommune
Bredebro Kommune i Sønderjyllands Amt blev dannet ved kommunalreformen i 1970. Ved strukturreformen i 2007 blev den indlemmet i Tønder Kommune sammen med Højer Kommune, Løgumkloster Kommune, Skærbæk Kommune og det meste af Nørre-Rangstrup Kommune.

## Tidligere kommuner
Bredebro Kommune blev dannet ved sammenlægning af 5 sognekommuner:
| Kommune      | Folketal 1. januar 1970 | Byer         |
| ------------ | ----------------------- | ------------ |
| Ballum       | 824                     | Husum-Ballum |
| Brede        | 1.880                   | Bredebro     |
| Randerup     | 178                     |              |
| Sønder Skast | 206                     |              |
| Visby        | 680                     | Visby        |
| I alt        | 3.768                   |              |

## Sogne
Bredebro Kommune bestod af følgende sogne, alle fra Tønder, Højer og Lø Herred:
- Ballum Sogn
- Brede Sogn
- Randerup Sogn
- Sønder Skast Sogn
- Visby Sogn

## Borgmestre[2]
| Navn                  | Parti             | Periode   |
| --------------------- | ----------------- | --------- |
| Peter Kjær            | Venstre           | 1970-1990 |
| Lauge Jepsen          | Venstre           | 1990-1998 |
| Ib Lindegaard Nielsen | Socialdemokratiet | 1998-2002 |
| Vagn Therkel Pedersen | Venstre           | 2002-2006 |

## Rådhus
Bredebro Kommunes rådhus på Stationsvej 5 blev 1. januar 2010 overtaget af Tønder Forsyning, som 6 år senere forlod huset for at flytte til nyt domicil, også i Bredebro. 10. august 2018 indviede man i det gamle rådhus en central tandklinik, hvor Tønder Kommunes kommunale tandpleje er samlet.